# المرأة القطة (فلم)
المرأة القطة هو فيلم من بطولة هال بيري، أنتج في .2004 تدور أحداثه حول الفتاة المسكينة التي تتحول إلى المرأة القطة بعد أن كادت تفقد حياتها. الفيلم مبنى على روايات بنفس الاسم من إصدار دي سي كومكس.

## وصلات خارجية
- مقالات تستعمل روابط فنية بلا صلة مع ويكي بيانات

1. ↑  المرأة القطة (فلم) في موقع بوكس أوفيس موجو..